# Karl Lueger
Dr. Karl Lueger (født 24. oktober 1844 i Wien, død 10. marts 1910 samme sted) var en østrigsk politiker og borgmester i Wien. Han grundlagde det østrigske kristelig-sociale parti (CS), som blev støttet af mellem- og småborgerskabet og bl.a. var kendt for sin populistiske antisemitisme og sine antiliberale paroler.
Lueger kom fra fattige kår, blev uddannet jurist, tog doktorgraden (dr. jur. utr.) i 1870, og var virksom som advokat med egen praksis fra 1874. Han blev valgt ind i en række politiske organer, bystyret i Wien, landdagen i Niederösterreich og det østrig-ungarske rigsråd, og var endelig viceborgmester i Wien fra 1895 og derefter borgmester fra 1897 til 1910. Forholdet mellem ham og den østrigske kejser Franz Josef var præget af gensidig mistillid, og kejseren nægtede gentagne gange at godkende udnævnelsen af Lueger til borgmester. Kejseren frygtede, at Lueger ville bidrage til at splitte det multietniske Østrig-Ungarn. Historien viste at dette i høj grad var tilfældet.
Lueger talte for at styrke den tysktalende del af Østrig på bekostning af alle ikke-tysktalende minoriteter i kejserdømmet. Han var en beundrer af Edouard Drumont, og Lueger bliver set på som en inspirationskilde for Adolf Hitler og nogen af lederne for den østrigske stat i årene 1918-1938.
Lueger er begravet i Karl-Borromäus-Kirche, bedre kendt som Dr.-Karl-Lueger-Gedächtniskirche, på Wiens hovedkirkegård.